# Saussens
Saussens település Franciaországban, Haute-Garonne megyében. Lakosainak száma 215 fő (2022. január 1.). Saussens Montcabrier, Bannières, Bourg-Saint-Bernard, Francarville, Lanta, Prunet és Caraman községekkel határos.

## Népesség
A település népessége az elmúlt években az alábbi módon változott:
| Lakosok száma | 111  | 138  | 141  | 242  | 197  | 203  | 209  | 208  | 211  | 215  |
|               | 1968 | 1982 | 1990 | 2006 | 2013 | 2015 | 2017 | 2019 | 2020 | 2022 |